# Tempo Medico
Tempo Medico è stata una rivista di informazione, attualità e cultura per il medico italiano. Fondata nel 1958, ha continuato le pubblicazioni come mensile, quindi come quindicinale e infine come settimanale sino al 2009, quando è stata chiusa dalla casa editrice Elsevier.
Per oltre 30 anni, le sue copertine sono state illustrate da Guido Crepax.

## Storia[1]
Nel 1958, il medico milanese Nicolò Visconti, appena rientrato da un’esperienza accademica a New York, acquista dalla Lepetit una piccola quota della Pierrel, diventandone amministratore delegato, e fonda la rivista Tempo Medico come organo di stampa della casa farmaceutica. Il suo obiettivo è quella di introdurre nel panorama italiano un prodotto editoriale ispirato ai modelli anglosassoni di riviste rivolte al grande pubblico come Time.

Il numero 0 esce il 15 novembre 1958. 
Il numero 1 esce il 1º marzo 1959 e viene distribuito in abbonamento gratuito a circa 60.000 medici e agli studenti dell'ultimo anno di laurea in medicina e chirurgia. 

La periodicità è bimestrale (5 numeri nei primi 3 anni e 6 numeri a partire dal 1962). Dal 1966 diventa mensile (10 numeri di 68 pagine).

Nel corso dei suoi 30 anni, la rivista ha vissuto momenti di difficoltà coincidenti con fasi di crisi dell’editoria o dell'economia più in generale. Un primo momento difficile si verifica all'inizio degli anni Settanta (quando i dati di diffusione indicano che su 1.000 medici, 749 leggono Tempo Medico e 966 lo conoscono) l’aumento dei costi di produzione e la contingente riduzione dei prezzi dei farmaci impongono la raccolta di pubblicità non solo farmaceutica con incarico all’agenzia Parpinelli.

Nel 1976, la Pierrel cede Tempo Medico alla Parpinelli 3 e la redazione si trasferisce in via Lanino 5, a Milano.

Nel 1984 esce Tempo Medico bis, preludio alla trasformazione della testata in quindicinale. Per 5 anni usciranno 18 numeri all’anno.

Nel 1988 il computer entra in redazione, e in fase di produzione si abbandona il piombo, passando dalla lynotype alla fotocomposizione. 

Nel gennaio 1991, il passaggio alla periodicità settimanale come risposta alla sempre più diffusa e rapida informazione medico-scientifica. Contestualmente, viene adottato il formato tabloid con una foliazione variabile da 16 a 48 pagine. 
 
Nei primi anni Novanta si assiste, per effetto di Tangentopoli a un nuovo ciclo di ristrettezza degli investimenti in sanità. Alcuni giornalisti della redazione (Roberto Satolli, Giuseppe Gaudenzi, Pietro Dri, Luca Carra, Fabio Turone) fondano l’Agenzia Zadig, per realizzare la rivista “in service”, mentre altri (Maurizio Imperiali, Pietro Amante) rimangono legati all'editore. 
 
Nel dicembre 1993 l’introduzione del Prontuario Farmaceutico pone limiti nella prescrizione dei farmaci e nel gennaio 1995 l’aumento delle tariffe postali per le riviste non in abbonamento a pagamento mettono a dura prova l’intero settore dell’editoria per medici: chiude il 60% delle riviste. Tempo Medico sopravvive a fronte di una riduzione della foliazione. 

Alla fine del 1996 Tempo Medico apre il proprio sito internet (circa 1.000 viste al mese) e nel settembre 2002 propone corsi di formazione a distanza. 
 
Negli anni successivi le difficoltà legate al cambiamento dei canali usati dalle aziende farmaceutiche per promuovere i propri prodotti, abbandonando sempre più la pubblicità tabellare sulla carta stampata, porta a una progressiva riduzione del numero di uscite e della foliazione, fino a giungere alla chiusura della testata nel 2009.

## Persone[1]

### Direttori
- 1958-1963 Nicolò Visconti, medico
- 1963-1969 Sergio Mosna, medico
- 1969-1988 Carlo Felice Venegoni, giornalista
- 1988-1995 Roberto Satolli, medico e giornalista (vicedirettore Giuseppe Gaudenzi), giornalista
- 1995-2003 Pietro Dri, medico e giornalista
- 2004-2009 Luca Carra, giornalista

### Firme e collaborazioni
Hanno scritto per Tempo Medico rappresentanti di spicco della scienza e della cultura italiana, per esempio Sandro Baijni, Fausto Baldissera, Giannalberto Bendazzi, Pino Donizetti, Ruggero Ceppellini, Giorgio Cosmacini, Giuliano Ferrieri, Massimo Gianni, Cesare Maltoni, Massimo Obbiassi, Giovanni Maria Pace, Raffaele Piffer, Claudio Rugarli, Virgilio Savona, Carlo Schweiger, Michele L. Straniero, Umberto Veronesi.

## Produzione[1][2]
Per editare la rivista viene creata la Edizioni Tempo Medico (poi Editiemme), che affiancherà a Tempo Medico altre testate, il BMJ - British Medical Journal (edizione italiana), The Practitioner (edizione italiana), e la rivista Crescita.

La stampa inizialmente è curata dall'IGDA (Istituto Geografico De Agostini) di Novara.

## Linea editoriale
(Tempo Medico n. 1, marzo 1959)
La pubblicazione si presenta ai lettori come “rivista di attualità e di cultura per il medico italiano”, con il dichiarato obiettivo di unire il rigore scientifico alla leggerezza. Propone infatti, accanto a temi inerenti alla medicina, alla salute e alla sanità, importanti per la professione e la formazione del medico, rubriche di vario interesse che si evolvono nel corso degli anni. 

Al momento della nascita è strutturato in tre parti –  medicina, attualità, varietà – che vengono mantenute per i primi 20 anni. La prima parte è caratterizzata da contenuti rigorosamente medico-scientifici sulle varie specializzazioni, la seconda tratta l'attualità medica e comprende l'articolo di copertina dedicato a un medico, la terza affronta temi di carattere più generale organizzati in rubriche (cinema, libri, dischi e musica, viaggi, motori, vedi dopo) ma ritenuti di interesse per la classe medica, connotata negli anni Sessanta da un profilo culturale piuttosto preciso: preparazione liceale umanistica e formazione universitaria scientifica 

A metà degli anni Ottanta l’organizzazione tripartita cede il passo a una riorganizzazione per gruppi di argomenti: Editoriali, Esperimenti e ipotesi, Lo stato della medicina, Minima scientifica e tecnologica, Varietà e rubriche. 

La scelta iniziale di uno stile rapido e scarno e di un linguaggio chiaro nella forma e nello stesso tempo appropriato nella terminologia è confermata nel corso degli anni. La scelta dei titoli è fatta in nome dell’incisività e della creatività.

### Indipendenza
Uno dei principi cardine è la netta separazione tra informazione e pubblicità.
(Tempo Medico n. 100, marzo 1972)

### Metodo di lavoro della redazione
La redazione fonda il suo lavoro sulla lettura attenta delle pubblicazioni mediche e non mediche italiane ed internazionali, favorita dalla scelta di ricevere in abbonamento gran parte della stampa nazionale, 30 riviste mediche e una decina di riviste non mediche internazionali e sul contatto diretto con clinici e ricercatori. 

Viene applicato al giornalismo il procedimento della ricerca scientifica, il metodo sperimentale, interrogandosi criticamente sui temi da accettare e sulle prove a supporto di qualsiasi notizia o novità. Dunque, una pratica terapeutica può trovare spazio sulle pagine di Tempo Medico solo in presenza di dati definitivi e ben documentati. 

Gli articoli non vengono firmati perché sono frutto di un’ampia discussione redazionale e di un processo di revisione che coinvolge medici, specialisti, giornalisti, intellettuali. A questo proposito, dalla metà degli anni Sessanta si consolidano le riunioni di redazione del lunedì, un comitato scientifico che discute gli argomenti e analizza la stampa medica per stabilire gli articoli da elaborare. 

L’avvento della periodicità settimanale non rende più possibili le riunioni del comitato scientifico e con l’urgenza di stendere un articolo in tempi brevi si rinuncia al metodo di lavoro collettivo e vengono introdotte le firme degli articolisti.

## Contenuti[1]

### Gli articoli di copertina
L'articolo di copertina è dedicato a un personaggio o a un tema. Ha l’obiettivo da un lato di avvicinare il lettore ai protagonisti della medicina, presentandoli come personaggi a tutto tondo e di avviare un dialogo con gli esperti, dall’altro di raccontare che cosa sta accadendo nella medicina e nella sanità italiana. 

La scelta di un personaggio di copertina viene spiegata nel n. 100 del 1972:
Le prime 182 copertine della Rivista sono disegnate da Guido Crepax, che negli anni successivi illustrerà altre 24 copertine.
Alcuni numeri della rivista hanno impronta monografica, sono dei veri e propri dossier su temi di cultura e società (non strettamente medici) trattati da esperti.

A partire dagli anni Novanta, gli articoli di copertina sono alternati con la sezione Caleidoscopio che presenta un confronto a più voci su un tema di particolare interesse.

### Le clinicommedie[1][5][6]
Nel gennaio 1965 su Tempo Medico appare una nuova rubrica: Circuito interno, familiarmente chiamata in redazione “clinicommedia” in cui viene narrato un caso clinico esemplare che il lettore deve risolvere facendo una propria diagnosi (la soluzione si trova alla fine del racconto, capovolta). Il caso è illustrato da tavole a fumetti di Guido Crepax, il quale su indicazione degli autori dei testi trasforma in disegni i momenti salienti del caso e crea e caratterizza il paziente come persona.

I primi testi sono scritti da Sergio Mosna; successivamente il lavoro diventa di squadra: il soggetto viene proposto da un medico specialista (particolarmente rilevante è il contributo del cardiologo Massimo Obbiassi), mentre i dialoghi vengono elaborati dal medico-scrittore Pino Donizetti. Successivamente il testo viene scritto da un singolo autore medico che provvede anche alla sceneggiatura. Sono state pubblicate in tutto 360 clinicommedie oltre 200 delle quali scritte da Massimo Obbiassi e una cinquantina da Pietro Dri.

La tecnica narrativa segue precise regole: i casi devono essere verosimili, non troppo astrusi, e lo svolgimento deve contenere tutti gli elementi necessari a fare una diagnosi corretta, senza sorprese dell'ultimo secondo (come in un giallo che si rispetti, dove il colpevole non può venire introdotto a due pagine dalla fine).
 
Tutto si basa sul dialogo tra un clinico, un direttore e un assistente che dibattono intorno a un malato per cercare di pervenire alla diagnosi. Tra i personaggi ricorrenti c'è il direttore del reparto universitario; c'è Attilio, l'aiuto, e ci sono personaggi di contorno tra medici e studenti e, soprattutto, la specializzanda, una Valentina prima di Valentina, in quanto le clinicommedie precedono la pubblicazione di Valentina su linus.

L'espediente narrativo è di mostrare la discussione tra il direttore e Attilio, che si svolge nello studio del professore, mentre gli altri medici ascoltano e guardano attraverso un monitor in sala riunioni collegato a un circuito interno (da qui il nome della rubrica). Un escamotage che consente di mantenere la narrazione su due livelli, dando ai comprimari la funzione di coro.
Le clinicommedie si rivelano un successo: è la prima volta che in una rivista per medici compare un gioco, che oltretutto contiene elementi futuristici a fumetti (cioè un mezzo espressivo considerato per ragazzi) e donne così raffinatamente provocanti.

Le clinicommedie terminano nel 1997.

### Lettere al Direttore
Le lettere al direttore sono una palestra di confronto tra le posizioni più diverse dei medici italiani. I commenti redazionali che seguono le lettere pubblicate aprono un dialogo improntato anche nelle discussioni più accese all'insegna della cortesia e della reciproca tolleranza e riflettono l’orientamento della rivista.
La sezione è curata da Claudio Rugarli e successivamente da Roberto Satolli.

### Le sezioni
Medicina nel Mondo occupa 4-5 pagine per numero e riporta in maniera stringata avvenimenti attinenti al mondo dei medici e della medicina nei vai paesi. 

Cinema valuta criticamente i film proiettati nelle sale italiane, con una particolare attenzione ai capolavori del cinema italiano e ai film in cui compare la figura di un medico. Si discutono gli interventi medici presentati nei film, a volte contestandone la veridicità.

Dischi e musica ospita le recensioni musicali, si ricorda quella sul medico Enzo Jannacci, quando nel 1964 compone El portava i scarp del tennis: 
E Jannacci, allora interno in clinica medica, dichiara di voler tenere in piedi tutte e due le sue attività, la canzone e la professione medica.»
AIDS story inizia nel novembre 1987 ed è una rubrica fissa sull'AIDS, giunto in Italia pochi anni prima.
Portafoglio è una rubrica gioco inventata negli anni Novanta come risposta alla necessità di coniugare le nuove esigenze di economia sanitaria, le capacità diagnostiche dei lettori e le nozioni sulle prove di efficacia (medicina basata su prove di efficacia, Evidence Based Medicine, EBM). Si sviluppa in tre passi in cui il lettore deve stabilire gli esami opportuni che portano a una diagnosi utilizzando la tabella fornita dal dottor Base che confronta la differenza di costi tra gli accertamenti che lui avrebbe prescritto e quelli ottimali. 

ECMè il 2002 sulle tracce della clinicommedia viene ideata da Pietro Dri una nuova rubrica in cui viene proposto un caso clinico intramezzato da domande a risposta multipla. Il lettore può andare online a rispondere ai quesiti posti. È il primo esempio di formazione a distanza (FAD) centrata sul caso, precedente all’avvio della sperimentazione nazionale sulla FAD voluta dal Ministero delle Salute nel 2004.

## Progetto grafico
La rivista è stata progettata nel 1958, nella veste e nella struttura, dal giornalista-grafico Giuseppe Trevisani, che progettò anche Il Giorno nel 1956 e Il manifesto nel 1969.

### Immagini[10][11][12][13]
Gli ideatori di Tempo Medico scelgono fin dal primo numero di illustrare la copertina con un disegno, preferendolo rispetto alla fotografia per la possibilità di caratterizzare il giornale e per inquadrare in modo più narrativo l'argomento del servizio di copertina. Fin dal numero zero del novembre 1958, le copertine sono realizzate da Guido Crepax, allora non ancora un fumettista, ma un illustratore. Crepax è autore di tutte le copertine fino alla metà degli anni Ottanta, poi il suo lavoro si alterna a quello di altri illustratori.

Delle oltre 200 copertine di Crepax la maggior parte ritrae personaggi, ma ben 46 sono dedicate a temi ed è proprio in queste che Crepax può dare più spazio alla sua fantasia creativa.

Il disegno non è presente solo in copertina, ma anche all'interno della rivista con strisce illustrate (tra le quali Vita da medico di Marco Biassoni) e articoli inerenti al mondo del fumetto. Così come disegnata a fumetti è la clinicommedia che è sempre stata illustrata da Crepax nelle sue 360 puntate. La produzione delle strisce di Crepax arriva fino al 1994, quando la crisi dell'editoria costringe l'editore del momento a ridurre la foliazione.
Per quasi trent'anni, nelle clinicommedie entrano, con vari ruoli e altri nomi, i riflessi dei personaggi-simbolo di Crepax, da Valentina alla sensuale Emmanuelle, nel periodo in cui l'autore si sta occupando della trasposizione a fumetti della famosa saga erotica di Emmanuelle Arsan: entrambe si riflettono nella specializzanda che con il passare degli anni ha dapprima il celeberrimo carré di Valentina e poi muta fisionomia e acconciatura secondo l’immaginazione del momento dell’autore.